# Mirlind Daku
Mirlind Daku (ur. 1 stycznia 1998 w Gnjilane, Federalna Republika Jugosławii) – kosowsko-albański piłkarz grający na pozycji napastnika.

## Kariera klubowa

### KF Llapi Podujevo
24 stycznia 2017 Daku dołączył do KF Llapi Podujevo grającego w Superlidze, związując się pięcioletnim kontraktem. W sezonie 2017/18 został królem strzelców tejże ligi.

### NK Osijek

#### Pierwsza drużyna
20 lipca 2018 dołączył do chorwackiego NK Osijek, podpisując czteroletni kontrakt. Po związaniu się z klubem został przeniesiony do drugiej drużyny.

#### Druga drużyna
Daku w rezerwach Osijeku zadebiutował 25 sierpnia w zremisowanym 2:2 meczu z HNK Šibenik, a pierwszą bramkę zanotował w wygranym 1:0 meczu z NK Sesvete.

### FK Kukësi
W lipcu 2019 FK Kukësi wypożyczyło piłkarza do końca sezonu 2019/20. 18 sierpnia debiutował w barwach klubu. Jednak wypożyczenie zostało skrócone i opuścił klub w styczniu.

### KF Ballkani Suva Reka
11 stycznia 2020 został wypożyczony do KF Ballkani Suva Reka.

#### Statystyki
(aktualne na dzień 12 stycznia 2020)
| Sezon   | Klub                  | Kraj      | Rozgrywki           | Mecze | Gole |
| ------- | --------------------- | --------- | ------------------- | ----- | ---- |
| 2016/17 | KF Hajvalia           | Kosowo    | Superliga           | 14    | 1    |
| 2016/17 | KF Llapi Podujevo     | Kosowo    | Superliga           | ?     | 6    |
| 2017/18 | KF Llapi Podujevo     | Kosowo    | Superliga           | ?     | 17   |
| 2018/19 | NK Osijek             | Chorwacja | Prva HNL            | 0     | 0    |
| 2018/19 | NK II Osijek          | Chorwacja | Druga HNL           | 15    | 2    |
| 2019/20 | FK Kukësi             | Albania   | Kategoria Superiore | 13    | 1    |
| 2019/20 | KF Ballkani Suva Reka | Kosowo    | Superliga           | 0     | 0    |

## Kariera reprezentacyjna

### Kosowo U-21
9 listopada 2017 Daku zadebiutował w reprezentacji Kosowa U-21 w meczu eliminacji do Mistrzostw Europy U-21 2019 z reprezentacją Izraela, zmieniając Ardita Gashiego w 54. minucie spotkania, a Kosowo przegrało mecz 0:4. Do tej pory w kadrze rozegrał 11 meczów i 2 razy pokonał bramkarza.

### Kosowo
22 stycznia 2018 został powołany do seniorskiej kadry Kosowa na mecz towarzyski z reprezentacją Azerbejdżanu. Jednak dwa dni później mecz został odwołany i nie zagrał.

#### Statystyki
(aktualne na dzień 12 stycznia 2020)
| Reprezentacja | Rok     | Mecze | Bramki |
| ------------- | ------- | ----- | ------ |
| Kosowo U-21   | 2017    | 2     | 0      |
| Kosowo U-21   | 2018    | 3     | 0      |
| Kosowo U-21   | 2019    | 6     | 2      |
| Kosowo U-21   | Ogólnie | 11    | 2      |

| 1.  | 09.11.2017 | Mitrowica                  | Izrael U-21      | 0:4 |     | el. ME U-21 2019 |
| 2.  | 14.11.2017 | Baku, Azerbejdżan          | Azerbejdżan U-21 | 0:0 |     | el. ME U-21 2019 |
| 3.  | 22.03.2018 | Mitrowica                  | Azerbejdżan U-21 | 2:0 |     | el. ME U-21 2019 |
| 4.  | 07.09.2018 | Mitrowica                  | Irlandia U-21    | 1:1 |     | el. ME U-21 2019 |
| 5.  | 16.10.2018 | Ramat Gan, Izrael          | Izrael U-21      | 0:3 |     | el. ME U-21 2019 |
| 6.  | 26.03.2019 | Antalya, Turcja            | Malta U-21       | 1:0 |     | Mecz towarzyski  |
| 7.  | 06.06.2019 | Andora, Andora             | Andora U-21      | 4:0 | Gol | el. ME U-21 2021 |
| 8.  | 11.06.2019 | Prisztina                  | Turcja U-21      | 3:1 | Gol | el. ME U-21 2021 |
| 9.  | 09.09.2019 | Kingston upon Hull, Anglia | Anglia U-21      | 0:2 |     | el. ME U-21 2021 |
| 10. | 15.10.2019 | Elbasan, Albania           | Albania U-21     | 1:2 |     | el. ME U-21 2021 |
| 11. | 15.11.2019 | Ried im Innkreis, Austria  | Austria U-21     | 0:4 |     | el. ME U-21 2021 |